# ロバート・ショウ (指揮者)
ロバート・ショウ（Robert Shaw, 1916年4月30日 - 1999年1月25日）は、アメリカ合衆国の指揮者、編曲家。合唱指揮者として名高い。

## 人物
カリフォルニア州レッドブラフの生まれ。学生の時、自身の合唱団を組織して活動を始め、1949年にロバート・ショウ合唱団を設立して全米屈指の合唱団に育て上げる。アルトゥーロ・トスカニーニにその実力を認められ、NBC交響楽団と共演を果たす。またサンディエゴ交響楽団の音楽監督を務めながらジョージ・セルの下でクリーヴランド管弦楽団の副指揮者やクリーヴランド管弦楽団付属合唱団の指揮者も務める。1967年にアトランタ交響楽団の音楽監督に就任すると併設の合唱団を組織し、共にメジャー団体としての地位を築く。1988年に退任後は楽団の名誉音楽監督・桂冠指揮者となった。
ヒンデミットやブリテンなど同時代の作曲家の声楽作品を得意とし、数々のレコーディングを行った。
編曲家としても知られ、シーシャンティや黒人霊歌などをはじめとして数多くのレパートリーを合唱団に提供した。それらは「Robert Shaw Choral Series」として出版されている。